# Ait Ouallal
Ait Ouallal  (in arabo أيت ولال‎?) è un centro abitato e comune rurale del Marocco situato nella prefettura di Meknès, regione di Fès-Meknès. Conta una popolazione di 5 330 abitanti (censimento 2014).